# Manche (sport)
Een manche is een gedeelte van een sportwedstrijd.
Motorcrosswedstrijden worden over het algemeen in 2 manches verreden, bij de baansporten wordt zo vaak gestart dat alle rijders een keer tegen elkaar gereden hebben. Bij andere motorsportwedstrijden kan eveneens de afspraak worden gemaakt meerdere manches te rijden.